# Códice de Roda

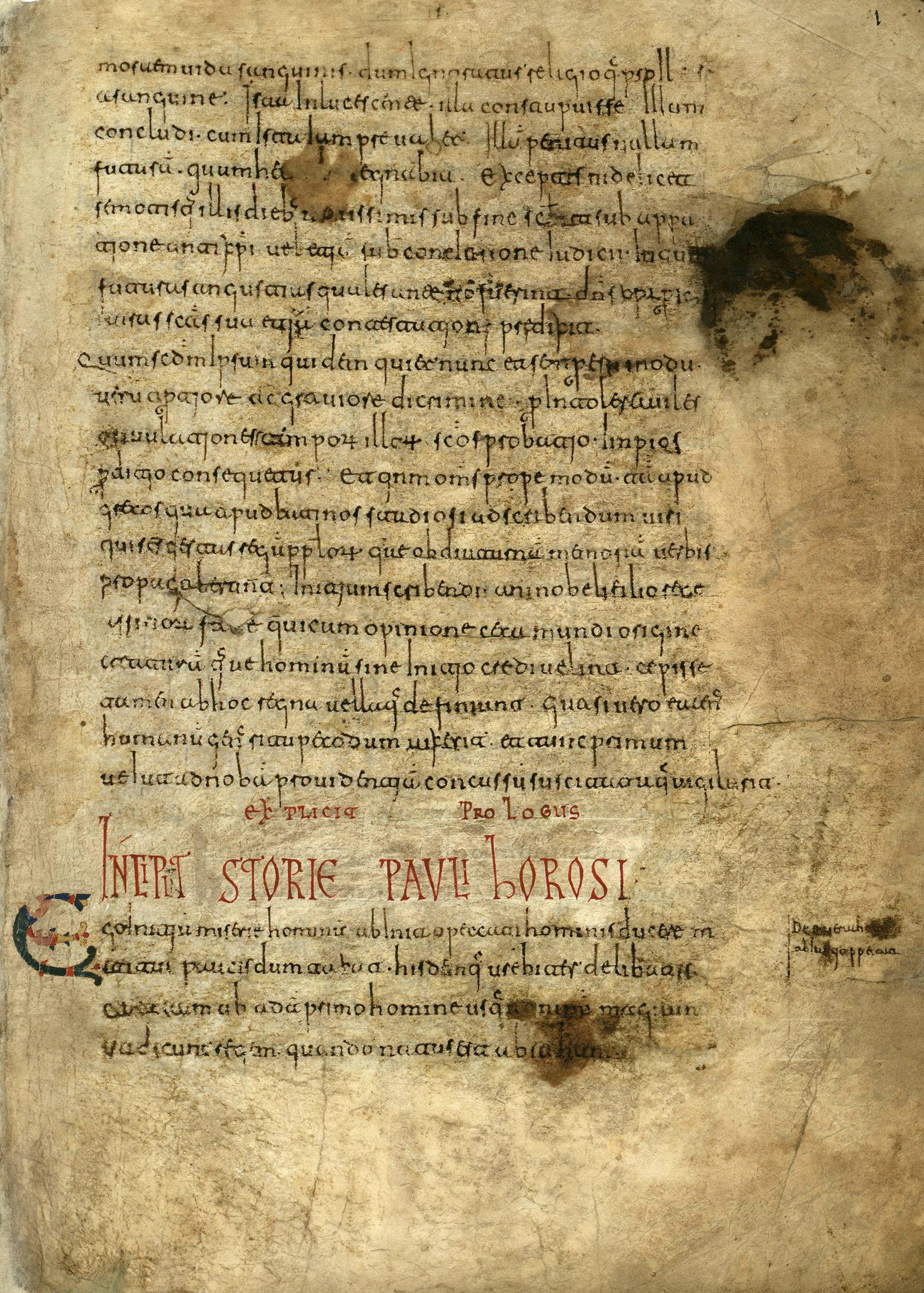
Códice de Roda, f. 1r. El titular miniado, reza Incipit Storie Pauli Horosi ('Comienza la Historia de Paulo Orosio').

El Códice de Roda (por Roda de Isábena), Códice rotense o Códice de Meyá (por Santa María de Meyá), es un manuscrito en latín de fines del siglo X (hacia 990) que incluye las Historias contra paganos de Paulo Orosio e importantes textos referentes a la historia de los incipientes reinos de Asturias, Pamplona y condado de Aragón, entre los que destacan las llamadas Genealogías de Roda, así como de los primeros obispos de Pamplona que ocuparon la sede a principios de la Edad Media. 
Aunque posiblemente redactado en un scriptorium del reino de Pamplona (bien en Nájera, bien en Pamplona, bien en San Millán de la Cogolla), se conoce con este nombre porque fue en la Catedral de Roda de Isábena (Ribagorza, Aragón) donde se conservó el códice desde el siglo XII hasta 1699. Se conserva en la Biblioteca de la Real Academia de la Historia, en Madrid, bajo la signatura ms. 78.

## Descripción
El códice está incompleto y en parte mutilado. Comprende 232 folios en pergamino de 290 x 205 mm, cuya caja de escritura mide 230 x 150 mm. El texto está escrito en letra visigótica a línea tirada, menos los folios 161r.-176v. en los que la caja de texto se compone a doble columna. La encuadernación está hecha en cuadernos de 8 folios.
Los títulos se presentan escritos con capitales visigóticas miniadas en color rojo y azul. Las capitulares primarias son polícromas y adoptan ornamentación de lacerías y zoomórficas, entre otras tipologías. Las capitulares secundarias están rellenas o adornadas con decoración vegetal entre otras soluciones. En el folio 197r. hay una ilustración que reproduce Babilonia y en el 197v. otras que representan a Nínive y a Toledo. En el 200v. se figura un mapamundi del tipo de San Isidoro. En el folio 206r. se ilustra una Adoración de los Reyes Magos. En el 232r. aparece notación musical para el acompañamiento un epitalamio en honor de la legendaria reina Leodegundia.

## Estructura

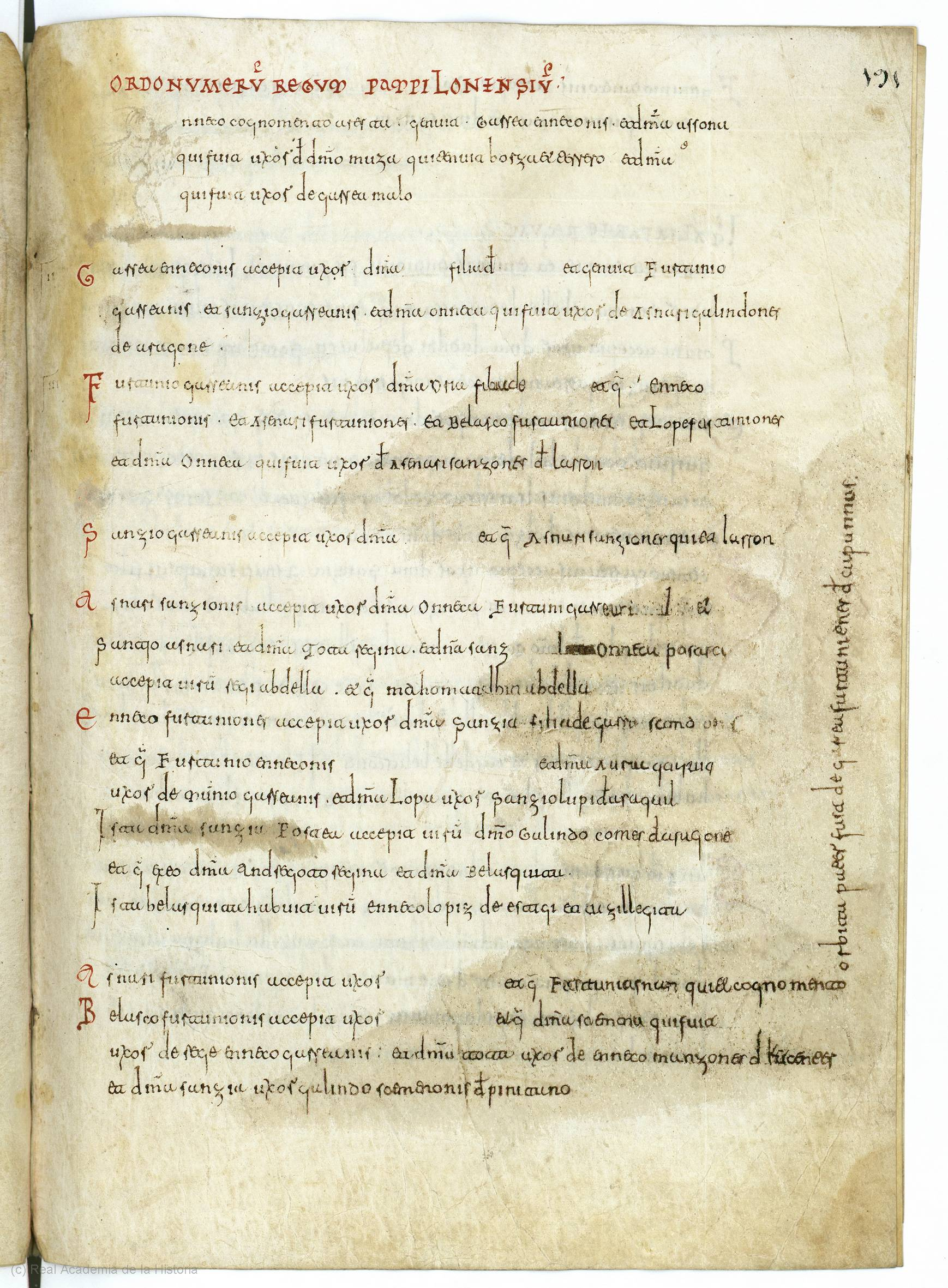
Ordo numerum regum Pampilonensium Genealogías del códice de Roda (c. 990) f. 191r (Biblioteca de la Real Academia de la Historia, ms. 78)

Por su contenido, se divide en dos sectores:

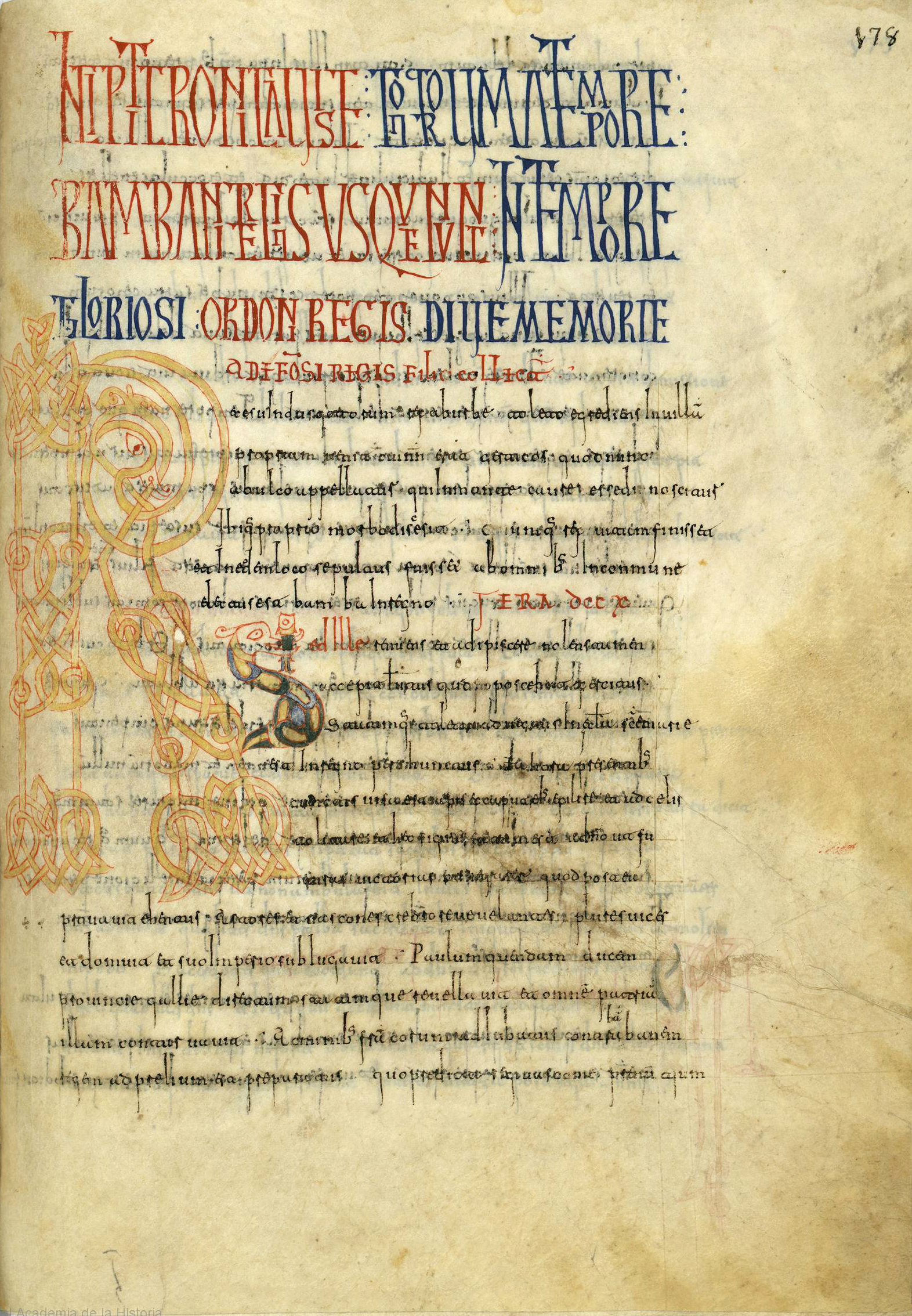
Folio 178 recto, donde comienza la Crónica de Alfonso III.

- A (fols. 1r-155r), fechado en el siglo X, copia la Historiae adversus paganos, de Paulo Orosio, (fallecido hacia 420), que ocupa unas dos terceras partes del códice.[4] En algunos folios se encuentran notas marginales: «unas destinadas a indicar el contenido de los párrafos; otras, en letra cursiva y con signos convencionales que remiten al texto, son glosas.» En este sector se distinguen hasta tres amanuenses.[3]
- B (fols. 156r-232v), fechado en el siglo XI, es una amalgama de diversos textos copiados por diferentes amanuenses en fecha posterior al sector A.[3]Comprende un conjunto de crónicas y textos misceláneos, entre los que cabe citar:[5][2]
  1. Fragmentos de la Historia de regibus Gothorum Vandalorum et Suevorum  de San Isidoro de Sevilla: Historia Wandalorum (f. 156r.-157v.), Historia Suevorum (f. 157v.-167r.), Chronica (f. 159r.-167r.) e Historia Gothorum (f. 167r.-176v)
  2. Crónica de Alfonso III (h. 178r.-185r.)
  3. Crónica Profética (f. 186r.-189v.)
  4. De Laude Pampilone epistola (f. 190r): una alabanza a la ciudad de Pamplona, c. 800, incluyendo la Epístola de Honorio a la milicia de Pamplona (407-409);
  5. Genealogías de Roda (f. 191r-195r), de gran interés histórico que incluyen anales de sus monarcas y un episcopologio de los obispos de Pamplona desde Basilio (muerto en 921) hasta Sisebuto, nombrado en 988. Incluye textos sobre los: 
    1. Reyes de Pamplona (f. 191r-191v).
    2. Condes de Aragón (f. 192r-192v).
    3. Condes de Pallars (f. 192v).
    4. Condes de Gascuña y de Tolosa (f. 192v).
    5. Emperadores romanos (f. 193r). Una relación de emperadores romanos que hostigaron a cristianos.
    6. Santos toledanos (f. 193v), santos que se veneran en Toledo.
    7. Reyes visigodos (f. 193v-194ra)
    8. Reyes francos (f. 194ra) (este último quizá proceda de un cronicón anterior franco de la Marca Hispánica); episcopologios u obituarios de los obispos de Pamplona;
    9. una canción epitalámica con música acerca de la mítica reina Leodegundia Ordóñez, supuesta hija de Ordoño de León ¿Ordoño I de Asturias?, a la que se le supondría casada con un rey pamplonés, quizá García Íñiguez, tras el fallecimiento de su primera mujer Urraca.

  6. Colecciones de epístolas y evangelios, una Passio Domini nostri Ihesu Christi (un relato de la pasión de Cristo), una genealogía de Jesús de Nazaret y el Smaragdus (abad del monasterio de San Miguel de Silos).
  7. Fragmentos del Credo y del Árbol de la Ciencia

fragmentos de la Historia de regibus Gothorum Vandalorum et Suevorum, de San Isidoro de Sevilla (muerto en 636); la Crónica Albeldense y la Crónica de Alfonso III (cronicones que fines del siglo X, y proceden de la corte de Alfonso III de Asturias, el Magno), dos laudes o elogios de Hispania. Incluye también reflexiones sobre el origen de las ciudades situadas al norte, o un conjunto de sentencias de carácter teológico.

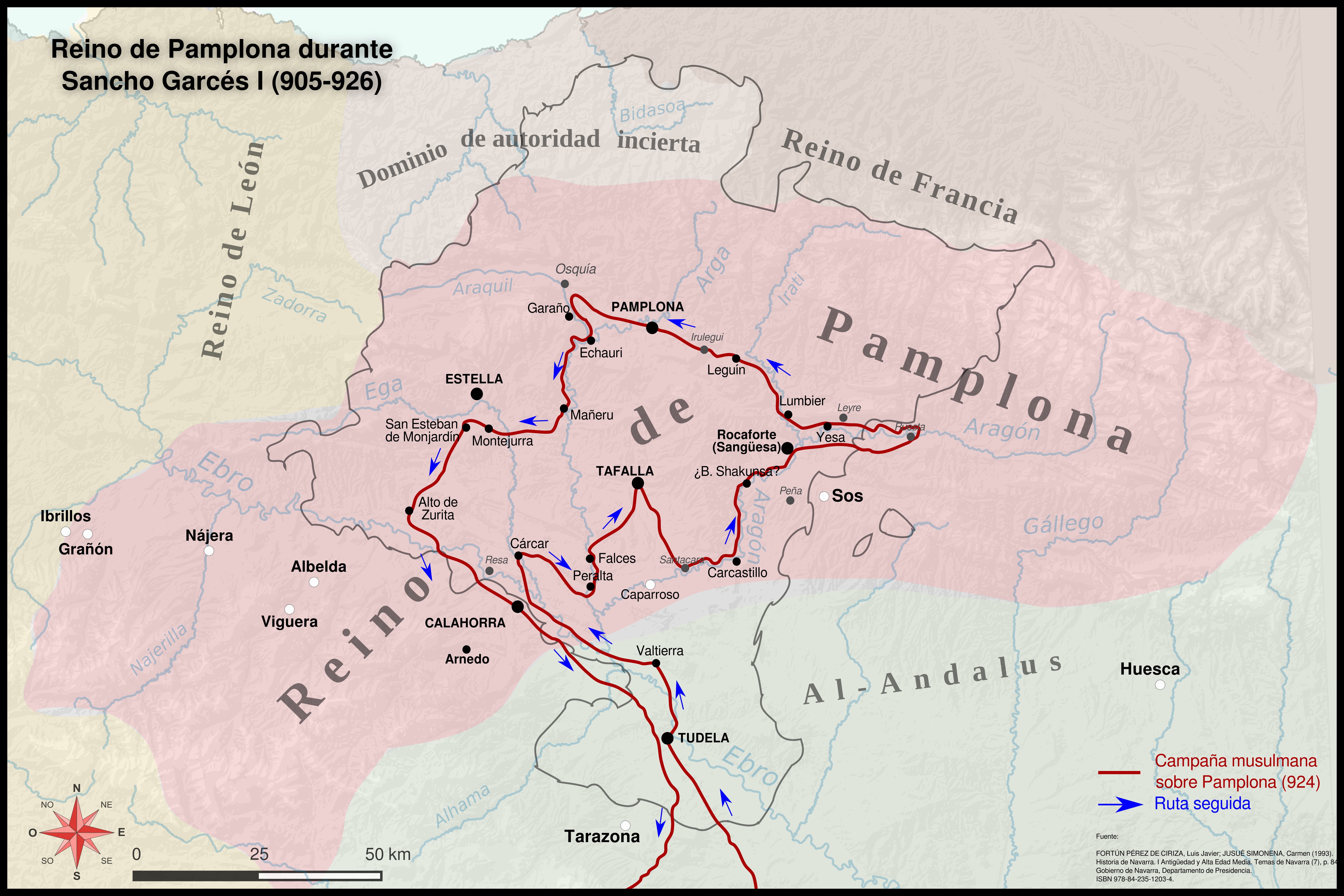
Reino de Pamplona a la muerte de Sancho Garcés I.

## Codicología

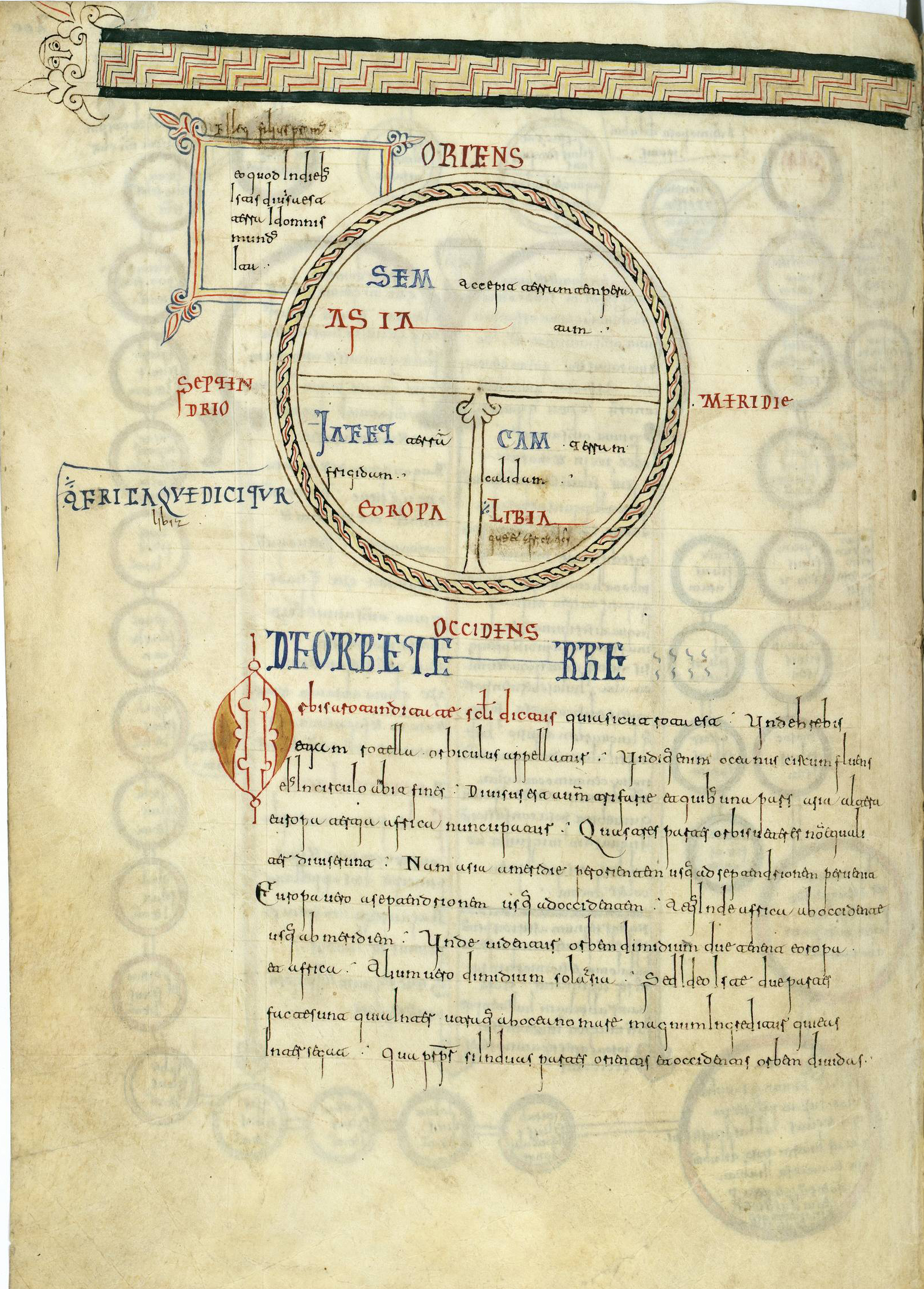
Mapamundi del tipo de San Isidoro en el folio 200 vuelto del códice.

### Lugar de redacción
Según Lacarra este códice fue copiado a finales del siglo X en el ámbito del reino pamplonés. En el siglo XI se encontraba en Nájera, pero es difícil precisar cuál pudo ser el scriptorium en el que se confeccionó. Lacarra sugiere que pudo haber sido redactado en Nájera, en Leyre o en Pamplona. Sin embargo, Ubieto Arteta afirma que fue compilado en San Millán de la Cogolla. 

### Fecha de redacción
Su origen en cambio parece claro, a finales del siglo X, en el entorno de Sancho Garcés II, rey de Pamplona y conde de Aragón entre 970 y 994. En el siglo XI se introdujeron algunas adiciones al manuscrito. 

### Trayectoria del manuscrito
El códice estuvo en Nájera desde 1076 hasta el siglo XII; ese año se añadía en esa ciudad al texto manuscrito la noticia de la muerte de Sancho Garcés IV de Pamplona el de Peñalén. Posteriormente quedó en la Catedral de Roda hasta 1699. Ese año, o poco después, fue prestado al entonces Cronista de Aragón Diego Dormer, que falleció en 1705 sin haberlo devuelto a la sede episcopal ribagorzana. Sus herederos vendieron el manuscrito al prior del monasterio de Santa María de Meyá entre 1773 y 1785, Manuel Abad y Lasierra, por lo que es conocido también como códice de Meyá. Manuel Abad lo cedió al ilustrado ministro Pedro Rodríguez de Campomanes. Desde ese momento se pierde el rastro del volumen hasta que en 1927 lo redescubre el historiador Zacarías García Villada y es adquirido por el Estado español a los herederos del conde de Campomanes quedando depositado en los fondos de la Biblioteca de la Real Academia de la Historia.
García Villada, que realizó una descripción detalla, publicó tan sólo algunos facsímiles en la Revista de Filología Española centrados en cuestiones teológicas. Poco después, y poco más, hizo Manuel Gómez Moreno al publicar «una nueva edición de la Crónica de Alfonso III, de la Crónica Profética y de la Nómina Leonesa en el Boletín de la Academia de la Historia.»

### Ilustraciones
Además del contenido de carácter histórico, el códice despierta el interés entre codicólogos e historiadores del arte, tanto por «ser una buena prueba de la escritura visigótica,» como porque «ofrece ricas capitales zoomórficas, así como varios dibujos, algunos monocromáticos, como los esquemas de las ciudades de Babilonia y de Nínive y Toledo (fols. 197r-v), otros polícromos, como los arcos y círculos con diagramas de genealogías (fols. 198v-200r; 201r-205v), el mapamundi isidoriano (fol. 200v) o la Adoración de los Reyes Magos (206r)».

## Contenido histórico
El principal interés, por lo que a su contenido se refiere, es el de proporcionar información histórica de los siglos VIII a X sobre las dinastías pamplonesas (Arista-Íñiga y Jimena) de reyes de Pamplona y condes de Aragón desde Íñigo Arista hasta Sancho Abarca. Gran interés tienen, asimismo, los textos que traslucen la procedencia de la historiografía andalusí, concretamente del historiador y geógrafo Al-Udri, que vivió en la Taifa de Zaragoza y escribió una obra histórica sobre ella. 

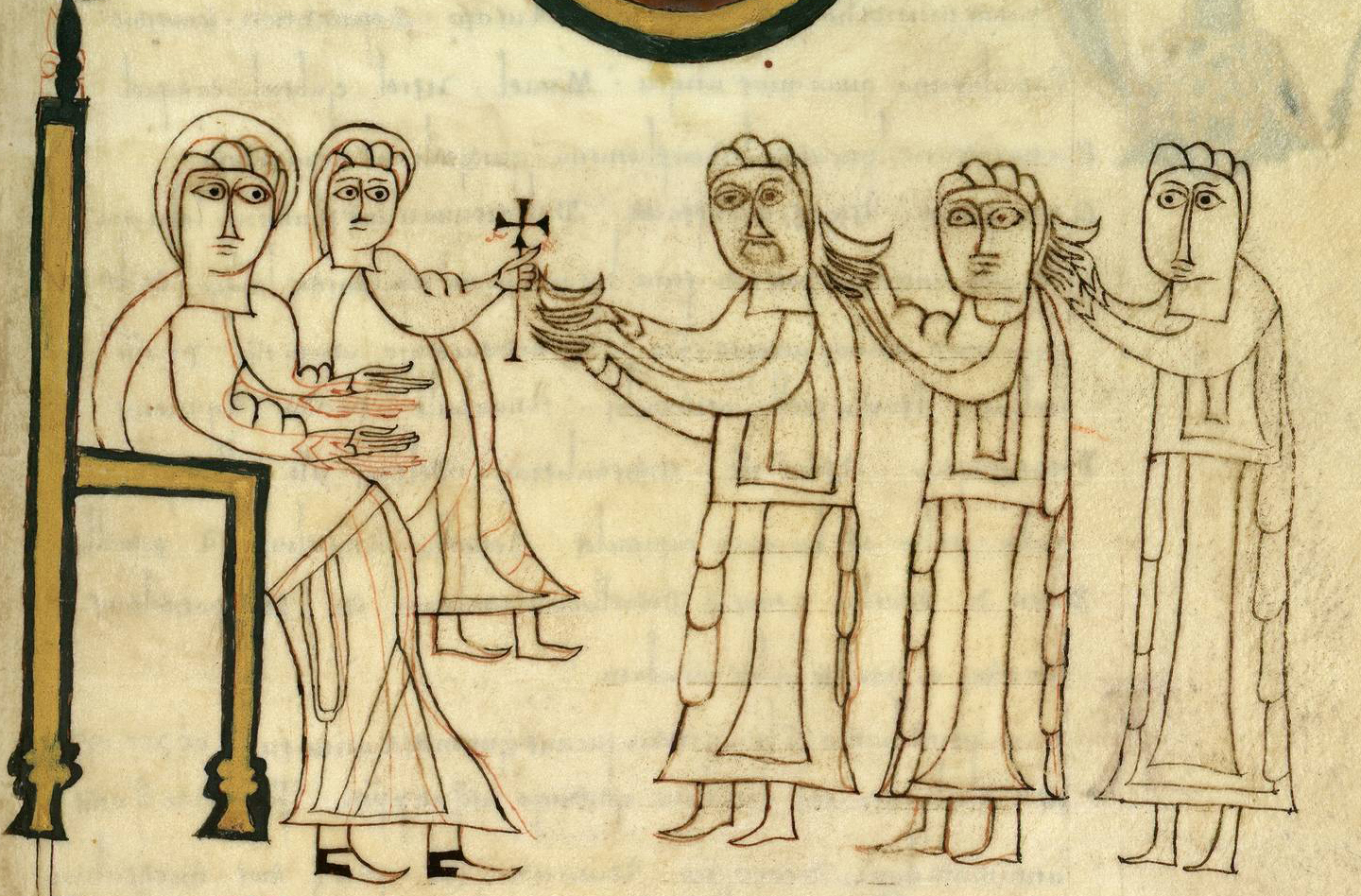
Adoración de los Reyes Magos (c. 990), f. 206r del Códice de Roda.

Por los datos que se desprenden de las fechas de las genealogías navarras que en el texto se incluyen, el códice fue compilado en tiempo de Sancho Abarca en Leire, Pamplona o, más probablemente, Nájera, entre los años 988 y 992, quizá copiando el texto de un códice anterior proveniente de San Millán de la Cogolla (que contendría, fundamentalmente, la crónica de Paulo Orosio Historiae adversus paganos) al que se añadieron los materiales navarro-aragoneses de interés para Sancho Garcés II: las genealogías propiamente dichas, llamadas generalmente Genealogías de Roda, que constan de genealogías de los reyes de Pamplona, de los condes de Aragón, de Gascuña, de Tolosa, de Pallars, de los reyes francos (estos a su vez procedentes, posiblemente, de textos anteriores de la Marca Hispánica); dos breves crónicas del reino de Pamplona; episcopologios de los obispos de Pamplona; una epístola en loor de Pamplona, la Epístola de Honorio a la milicia de Pamplona y una canción musicada sobre la supuesta reina Leodegundia. Estos dos últimos textos, sobre todo, tenían un interés local.
Más tarde se incluyeron varias adiciones. La primera consistió en consignar unas noticias eclesiásticas relativas a los años 1020/1. La segunda en añadir unos anales del códice albeldense sobre los reyes de Pamplona que incluyen la muerte en 1076 de Sancho el de Peñalén y, después de la subida al trono navarro del rey de Aragón Sancho Ramírez (a quien no se nombra), noticias sobre Alfonso VI de León-Castilla, ya con una perspectiva castellana, que incluyen la conquista de Toledo (1085) o la batalla de Sagrajas (1086).